# Ezekiel Kemboi
Ezekiel Kemboi, född den 25 maj 1982 i Matira, är en kenyansk friidrottare som tävlar i hinderlöpning.
Kemboi har tillhört världseliten sedan början av 2000-talet. Han blev silvermedaljör vid VM i Paris 2003 efter Saif Saaeed Shaheen. Eftersom Saeed Shaheen inte fick delta vid OS 2004 p.g.a byte av nationalitet kunde Kemboi vinna olympiskt guld på distansen. Efter det att Saeed Shaheen var tillbaka vid VM 2005 i Helsingfors blev Kemboi ånyo silvermedaljör. Vid VM 2007 i Osaka blev Kemboi för tredje gången silvermedaljör vid ett världsmästerskap denna gång var det landsmannen Brimin Kipruto som blev för svår. 
Vid Olympiska sommarspelen 2008 i Peking slutade han på sjunde plats. Efter tre raka silvermedaljer blev Kemboi guldmedaljör vid VM 2009 i Berlin då han vann på det nya mästerskapsrekordet 8.00,43. Två år senare försvarade Kemboi sitt VM-guld vid VM 2011 i Daegu.

## Personligt rekord
- 3 000 meter hinder - 7.55,76 från 2011